# دورنیه دو ۲۱۵
دورنیه دو ۲۱۵ (به آلمانی: Dornier Do 215) یکبمب‌افکن سبک و جنگنده شبانه ساخت شرکت دورنیه فلوکتسایک‌ورک در آلمان بود. دو ۲۱۵ نخستین پروازش را در ۱۹۳۸ انجام داد. طراح این هواگرد کلاود دورنیر، مهندس آلمانی بود.

## طراحی و تولید

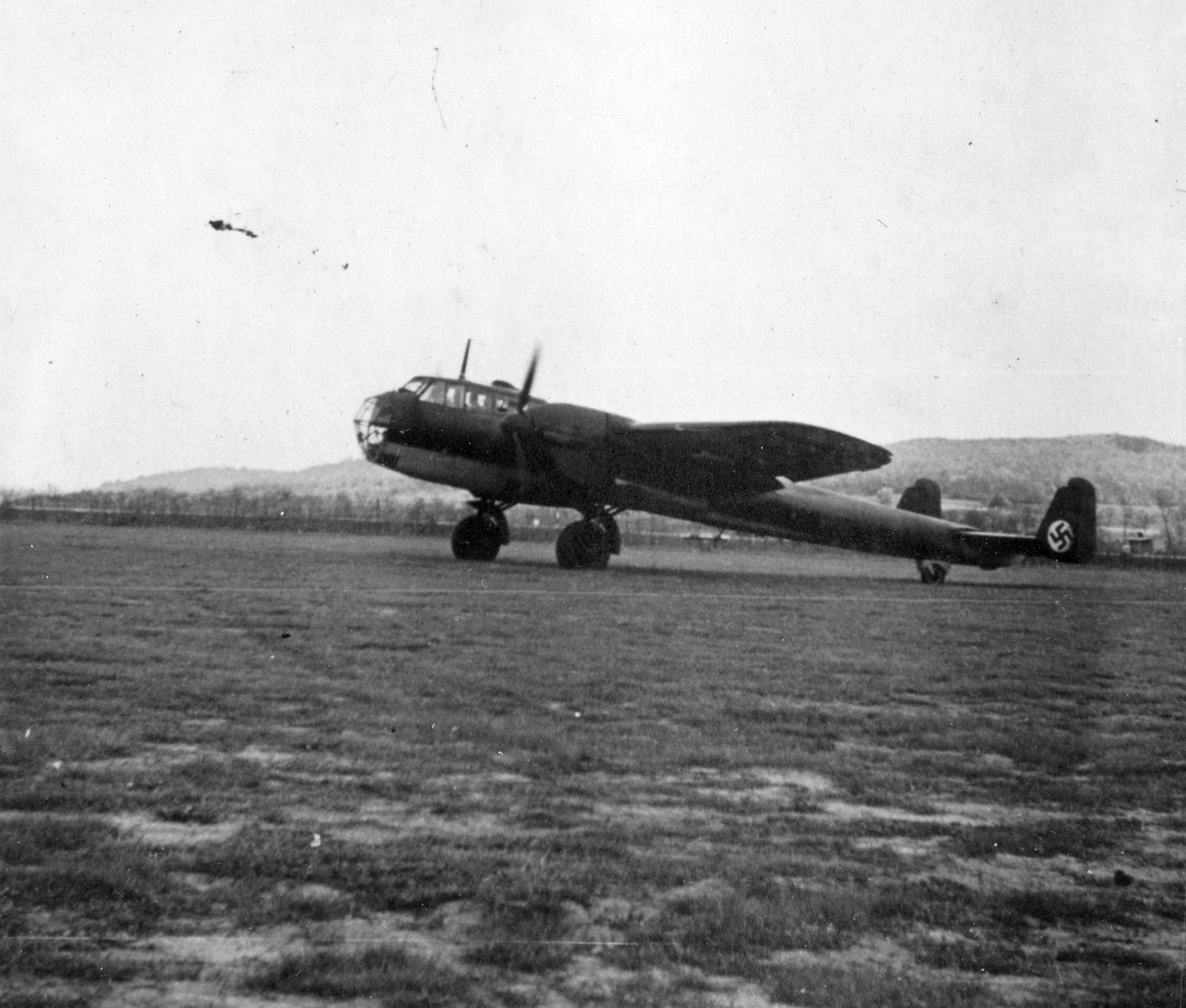
هواپیمای شناسایی و بمب افکن سبک دورنیه دو ۲۱۵ بر روی باند پرواز

دورنیه دو ۲۱۵ مدل صادراتی دورنیه دو ۱۷ به حساب می‌آمد. در این مدل از دو موتور خطی دایملر-بنتس دی‌ب ۶۰۱ با توان ۱۱۰۰ اسب بخار استفاده گردید. یوگسلاوی قصد خرید این هواگرد را داشت اما تنها یک قرارداد با سوئد برای ۱۸ فروند دو ۲۱۵آ-۱ در پاییز سال ۱۹۳۹ بسته شد. به هر صورت پیش از تحویل جنگ جهانی دوم آغاز گشت و هواگردهای از پیش از تولید شده با نصب دوربین‌های اِر. ب. ۲۰/۳۰ و اِر. ب. ۵۰/۳۰ به مدل شناسایی دو ۲۱۵ب تغییر یافتند تا توسط لوفت‌وافه مورد استفاده قرار گیرند.
طبق توافق دو فروند از این هواگردها اوایل سال ۱۹۴۰ به شوروی فرستاده شد.
آخرین مدل دو ۲۱۵ب-۵ نام گرفت که با رادار لیختن‌اشتاین و یک توپ خودکار در دماغه نوعی جنگنده شبانه بود. مجموعاً ۱۰۱ فروند از مدل دو ۲۱۵ب-۵ تولید شد.

## تاریخچه عملیاتی
با وجود امکان به‌کارگیری در نقش بمب‌افکن، از دو ۲۱۵ برای ماموریت‌های برد بلند عکس‌برداری شناسایی استفاده شد.